# RIGOL Technologies
Rigol Technologies is een Chinese producent van elektronische test- en meetapparatuur. 
De oprichter en president is Yue Wang.
De hoofdvestiging van Rigol bevindt zich in Peking in China.
Er zijn nevenvestigingen in Cleveland (Ohio) in de Verenigde Staten en in München in Duitsland.
Het bedrijf heeft ruim 400 werknemers.
De producten worden wereldwijd verkocht.

## Geschiedenis
Rigol werd opgericht in 1998 in Peking. 
In de jaren daarna bracht het zijn eerste oscilloscopen op de markt.
In 2006 volgde de eerste reeks signaalgeneratoren.
In 2007 werd een nieuwe researchafdeling opgericht, in Shanghai.
In 2009 werd de eerste programmeerbare voeding geïntroduceerd.
Rigol groeide uit tot een van 's werelds grootste producenten van digitale oscilloscopen.
In mei 2014 werd een nieuwe fabriek in gebruik genomen in Suzhou in China (ca. 80 km van Shanghai). 
Reden daarvoor is de groei van het bedrijf.
Alle productie vindt nu daar plaats, en er is ook een uitbreiding van de researchafdeling gevestigd.
De locatie werd gekozen omdat er veel high tech bedrijven gevestigd zijn in Suzhou; dat zijn zowel klanten als toeleveranciers voor Rigol.
In juni 2014 werd bekend dat Rigol Bob Bluhm heeft benoemd tot vice president, verantwoordelijk voor de activiteiten in Noord-Amerika en Europa.
Bluhm komt, met 25 jaar ervaring, van branchegenoot Tektronix.
Ook werd een nieuwe vestiging geopend in de VS, in Beaverton (Oregon).

## Producten

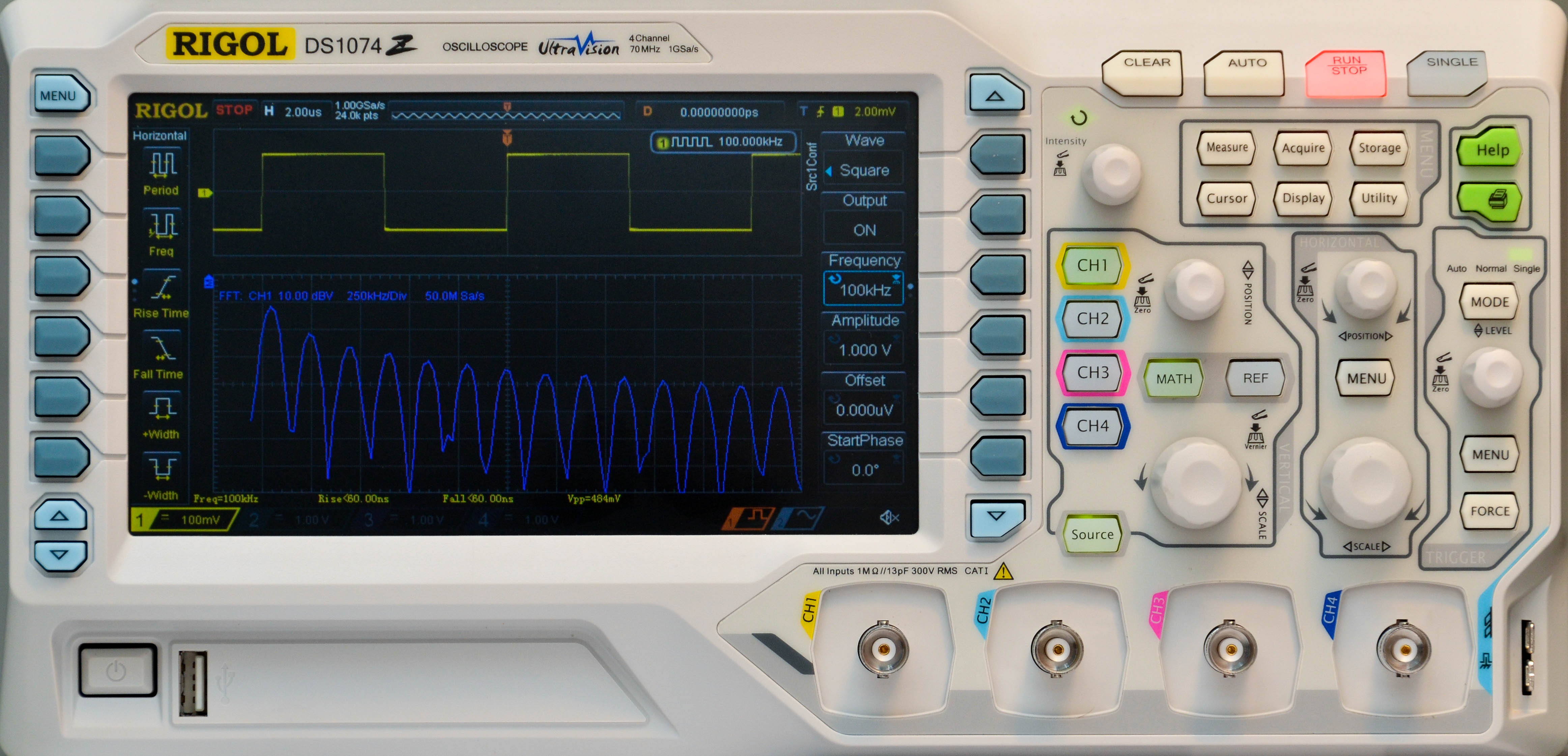
Oscilloscoop DS1074Z-S

Rigol brengt de volgende producten op de markt:
- digitale oscilloscopen
- RF spectrumanalyzers
- digitale multimeters
- functiegeneratoren / arbitrary-waveform-generatoren
- digitale programmeerbare voedingen
- apparatuur voor high-performance liquid chromatography
- spectrofotometers voor ultraviolet en zichtbaar licht

Rigol produceert ook apparatuur voor het merk Agilent.